# Álex González (actor)
Alejandro González Jose, más conocido como Álex González (Madrid, 13 de agosto de 1980), es un actor español, conocido por haber interpretado a Javier Morey en El Príncipe (2014-2016) y a Mario Mendoza en Vivir sin permiso (2018-2020), ambas de Telecinco.

## Biografía
Álex inició su carrera como actor en televisión, en series como Un paso adelante, Hospital Central, Los Serrano y Motivos personales, en la que sustituyó a Miguel Ángel Silvestre para interpretar a su personaje, Nacho Mendoza, en la segunda temporada de la serie. También ha participado como protagonista en series como Cuenta atrás, LEX, La Señora, Tierra de lobos y la miniserie Inocentes. Durante 2014 y 2015 protagonizó El Príncipe, serie que le catapultó a la fama, dándole un gran reconocimiento por parte del público.
Debutó en el cine en la película con ambiente de boxeo Segundo asalto en 2005, con la que consiguió ser candidato al Goya como mejor actor revelación. Más tarde fue dirigido por Manuel Gutiérrez Aragón en Una rosa de Francia (2006) y por José Luis Garci en Luz de domingo (2007), adaptación de una novela de Ramón Pérez de Ayala con escenario asturiano. Pocos años después, tras presentarse a un casting mientras estaba estudiando inglés en Gran Bretaña, pudo debutar en Hollywood formando parte del reparto de la película de superhéroes X-Men: primera generación (2011), interpretando el personaje de Riptide. Posteriormente, en Alacrán enamorado (2013) interpretó a un joven neonazi que pertenecía a un grupo liderado por Javier Bardem.
En 2016 estrenó Noctem, grabada en verano de 2015 junto a Adrián Lastra y Carla Nieto y Órbita 9, que protagonizó junto a Clara Lago y Belén Rueda. También viajó a Los Ángeles para rodar una serie estadounidense llamada Citizen, de la cual se llegó a grabar el episodio piloto, pero que fue finalmente cancelado.
En abril de 2017, volvió a España para comenzar a grabar la serie de Telecinco Vivir sin permiso, junto a José Coronado, en la cual fue protagonista interpretando a Mario Mendoza durante las dos temporadas de la serie. En 2021 fue uno de los protagonistas de la serie de Amazon Prime Video 3 caminos, junto a Verónica Echegui, Anna Schimrigk, Andrea Bosca, Alberto Jo Lee y Cecilia Suárez. Ese mismo año protagonizó, junto a María Valverde, la película original de Netflix Fuimos canciones, dirigida por Juana Macías y basada en las novelas de Elísabet Benavent. Además, se incorporó a la segunda temporada de Toy Boy y se anunció su fichaje como principal protagonista por la serie de Prime Video Operación Marea Negra.

## Filmografía

### Cine
| Año  | Título                    | Personaje               | Director                |
| ---- | ------------------------- | ----------------------- | ----------------------- |
| 2005 | Segundo asalto            | Ángel                   | Daniel Cebrián          |
| 2006 | Una rosa de Francia       | Andrés                  | Manuel Gutiérrez Aragón |
| 2007 | Luz de domingo            | Urbano                  | José Luis Garci         |
| 2008 | El libro de las aguas     | Ángel Pedrosa           | Antonio Giménez Rico    |
| 2011 | X-Men: primera generación | Janos Quested / Riptide | Matthew Vaughn          |
| 2011 | El color del océano       | José                    | Maggie Peren            |
| 2013 | Alacrán enamorado         | Julián «Alacrán» López  | Santiago Zannou         |
| 2013 | Combustión                | Mikel                   | Daniel Calparsoro       |
| 2015 | Cuento de verano          | Álex                    | Carlos Dorrego          |
| 2016 | Noctem                    | Alejandro               | Marcos Cabotá           |
| 2017 | Órbita 9                  | Álex                    | Hatem Khraiche          |
| 2021 | Fuimos canciones          | Leo                     | Juana Macías            |

### Televisión
| Año         | Título                             | Personaje                          | Notas                               |
| ----------- | ---------------------------------- | ---------------------------------- | ----------------------------------- |
| 2003        | Hospital central                   | Pablo Rueda                        | 4 episodios                         |
| 2004        | Un paso adelante                   | Ufo                                | 7 episodios                         |
| 2005        | Motivos personales                 | Ignacio «Nacho» Mendoza            | Elenco principal (T2); 14 episodios |
| 2005 - 2006 | Los Serrano                        | Jaime Molina                       | 4 episodios                         |
| 2007 - 2008 | Cuenta atrás                       | Mario Arteta                       | Elenco principal; 29 episodios      |
| 2008        | LEX                                | Raúl Serra                         | 7 episodios                         |
| 2009 - 2010 | La Señora                          | Antón Portela                      | 8 episodios                         |
| 2010        | Inocentes                          | Marcos                             | Miniserie; 2 episodios              |
| 2013 - 2014 | Tierra de lobos                    | Don Joaquín Montes                 | Elenco principal (T3); 8 episodios  |
| 2014 - 2016 | El príncipe                        | Javier Morey                       | Elenco principal; 31 episodios      |
| 2018 - 2020 | Vivir sin permiso                  | Mario Mendoza Pedreira             | Elenco principal; 23 episodios      |
| 2021        | 3 caminos                          | Roberto                            | Elenco principal; 8 episodios       |
| 2021 - 2022 | Toy Boy                            | Leonardo Jiménez Giallo «El Turco» | Elenco principal (T2); 8 episodios  |
| 2022        | Operación Marea Negra              | Fernando «Nando» Barreira Valdés   | Protagonista (T1); 4 episodios      |
| 2024        | Desde el mañana                    | Andrés Monreal                     | Protagonista; 8 episodios           |
| 2025        | Ladrones: La tiara de santa Águeda | Rui                                | Protagonista; 6 episodios           |

## Música
- Protagonizó el videoclip de El Canto del Loco «La suerte de mi vida» (2008).
- «Años 80» con Dani Martín de El Canto del Loco (Disco «Voces X 1 Fin - Juntos por el Sáhara») (2009).
- Colaboración con El Mundo de Murphy (y junto a Kinder) en la canción «En tus manos» del disco «Sairem» (2014).

## Otros
- Protagonista del spot de "Vive soy" de Calidad Pascual (año 2014)
- Protagonista del spot "Reach The Top" de Eurostars Hotels (año 2015)
- Embajador español de Haig Club (año 2015)
- Protagonista de Planeta Calleja en Madagascar (año 2015)

## Premios y nominaciones
Premios Goya
| Año  | Categoría              | Película       | Resultado |
| ---- | ---------------------- | -------------- | --------- |
| 2005 | Mejor actor revelación | Segundo asalto | Nominado  |

Premios Unión de Actores
| Año  | Categoría                | Película          | Resultado |
| ---- | ------------------------ | ----------------- | --------- |
| 2005 | Mejor actor revelación   | Segundo asalto    | Nominado  |
| 2013 | Mejor actor protagonista | Alacrán enamorado | Nominado  |

Fotogramas de Plata
| Año  | Categoría                 | Película / Serie | Resultado |
| ---- | ------------------------- | ---------------- | --------- |
| 2014 | Mejor actor de televisión | El Príncipe      | Nominado  |

Premio del Festival de Cine de Zaragoza
| Año  | Categoría                                                                 | Resultado |
| ---- | ------------------------------------------------------------------------- | --------- |
| 2006 | Premio a una trayectoria con proyección de futuro dentro del cine español | Ganador   |

Premios Turia
| Año  | Categoría              | Película       | Resultado |
| ---- | ---------------------- | -------------- | --------- |
| 2006 | Mejor actor revelación | Segundo asalto | Ganador   |

Premios Men's Health
| Año  | Categoría                               | Película / Serie          | Resultado |
| ---- | --------------------------------------- | ------------------------- | --------- |
| 2012 | Mejor actor de proyección internacional | X-Men: primera generación | Ganador   |
| 2014 | Mejor actor de televisión               | El Príncipe               | Ganador   |

Premios GQ
| Año  | Categoría                    | Película                       | Resultado |
| ---- | ---------------------------- | ------------------------------ | --------- |
| 2013 | Hombre del año a mejor actor | Alacrán enamorado / Combustión | Ganador   |

Premio Cosmopolitan
| Año  | Categoría                   | Resultado |
| ---- | --------------------------- | --------- |
| 2013 | Hombre del año Cosmopolitan | Ganador   |